# ステパナケルト

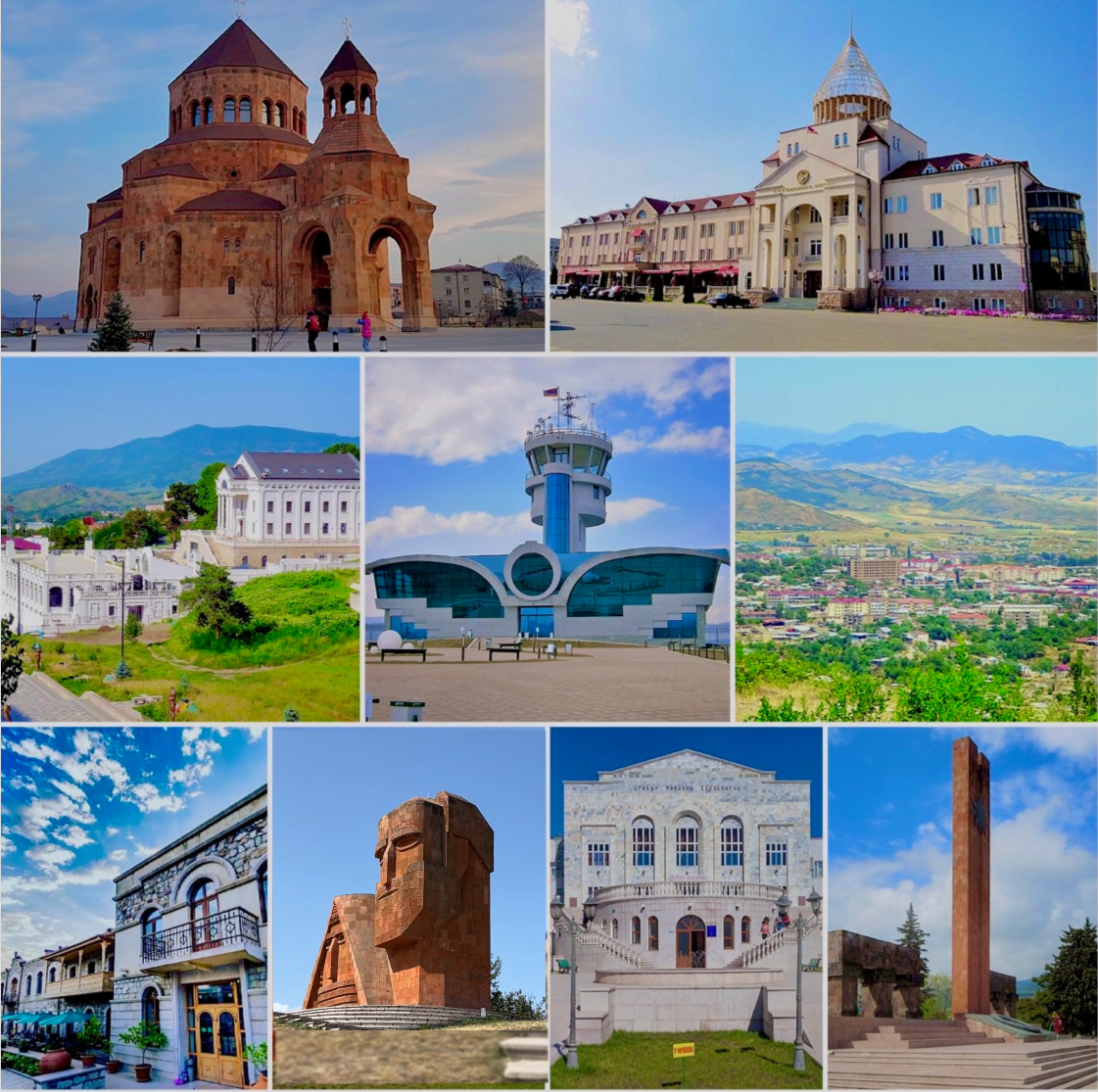
アルツァフ共和国の首都時代のコラージュ画像

ハンケンディ（アゼルバイジャン語: Xankəndi、Khankendi）あるいはステパナケルト（アルメニア語: Ստեփանակերտ, ラテン文字転写: Stepanakert）は、アゼルバイジャン共和国カラバフ経済地区の都市。ナゴルノ・カラバフ地方に位置し、1991年から2023年までは事実上の独立国家アルツァフ共和国（旧称ナゴルノ・カラバフ共和国）の首都として機能していた。
2023年9月19日から9月20日まで行われたアゼルバイジャンの軍事作戦でアルツァフが降伏後、町はアゼルバイジャンが実効支配している。アルツァフ政府はアルメニアのエレバンへ移転し、もぬけの殻となった政庁にはアゼルバイジャンの国旗が掲げられた。
2021年時点で7.5万人のアルメニア人が居住していたが、同国の降伏後に町から脱出した。2023年10月3日時点では病人、高齢者、障害者などを含めた数百人しか残っておらず、ゴーストタウンのように閑散としている。他方でアゼルバイジャン人の住民は、1990年代のナゴルノ・カラバフ戦争の時に全て町を脱出している。2024年9月よりアゼルバイジャン政府の再定住計画が開始され、2024年12月末時点で約8千人が暮らしている。

## 歴史

### 町の起こりとソビエト連邦時代

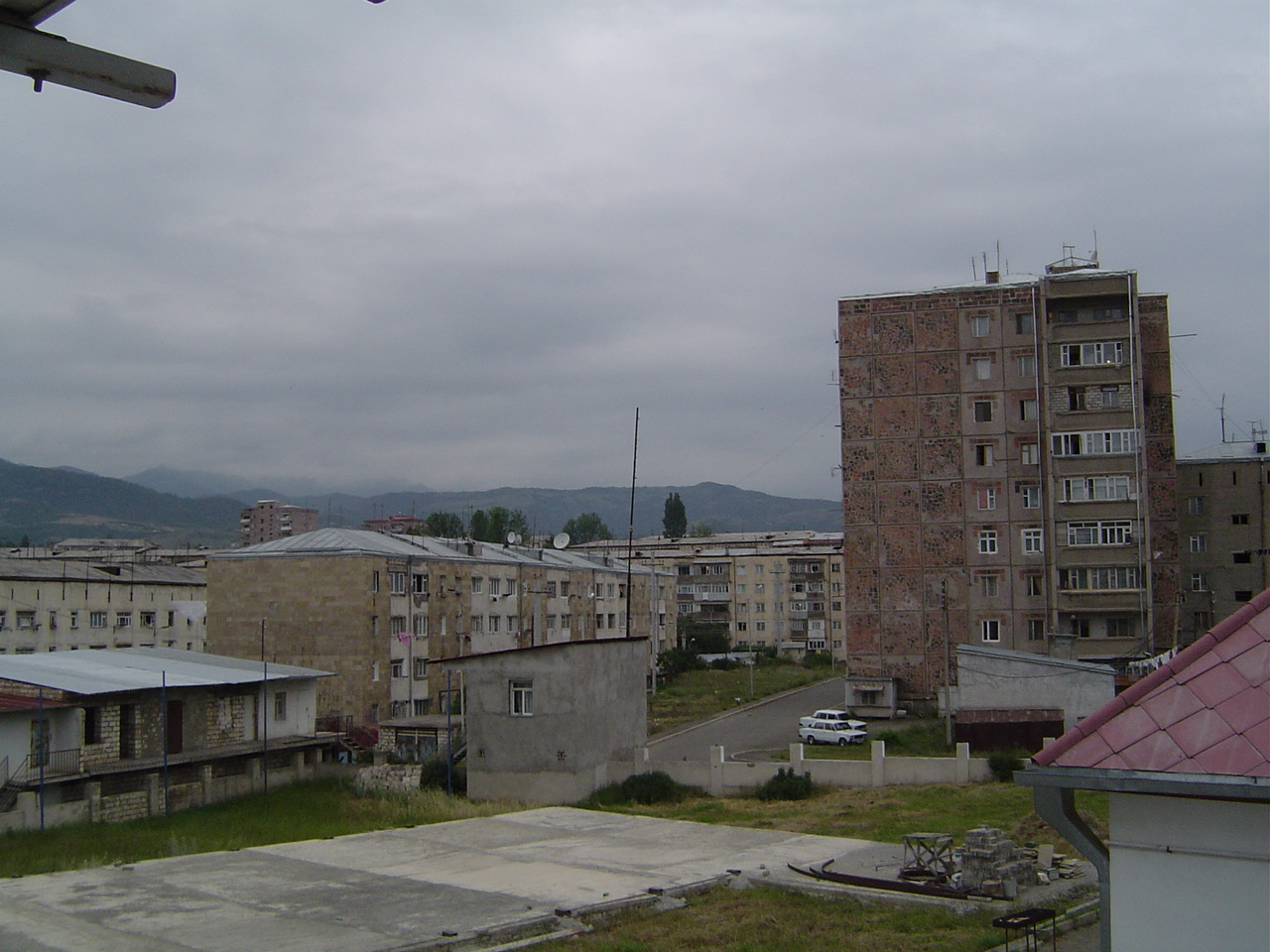
ソビエト連邦時代に建てられた集合住宅。ナイリ・ホテルより撮影

中世アルメニアに文献に現れるこの町の最古の呼称はヴァララクン（アルメニア語: Վարարակն, ラテン文字転写: Vararakn、「速い川」）であり、1847年にハンケンディに改称されるまでこの名称であった。アゼルバイジャンの文献では、この町の起源は18世紀後半にアゼルバイジャン人のカラバフ・ハーンが築いたとしており、「ハンケンディ」（ハーンの村）の呼称はこれに由来するとしている。
現代の町は十月革命の後の1917年に、ハンケンディと呼ばれていたこのアゼルバイジャン領の村に築かれた。1923年、バクー出身のアルメニア人の共産主義指導者・ステパン・シャウミャンにちなんでステパナケルトと改称され、アゼルバイジャン領のナゴルノ・カラバフ自治州の首都とされた。ソビエト連邦時代、ステパナケルトはこの地域の拠点都市へと発展した。
1926年、ソビエト連邦の当局は著名なアルメニア人の建築家・アレクサンドル・タマニアンによる新しい都市デザインを採用し、その後1930年代と1960年代に、タマニアンによる初期の計画に沿う形であわせて2度の拡張計画が認められた。1980年代半ばまでステパナケルトは町の経済拠点として機能し、町には19の製造施設があった。

### 独立

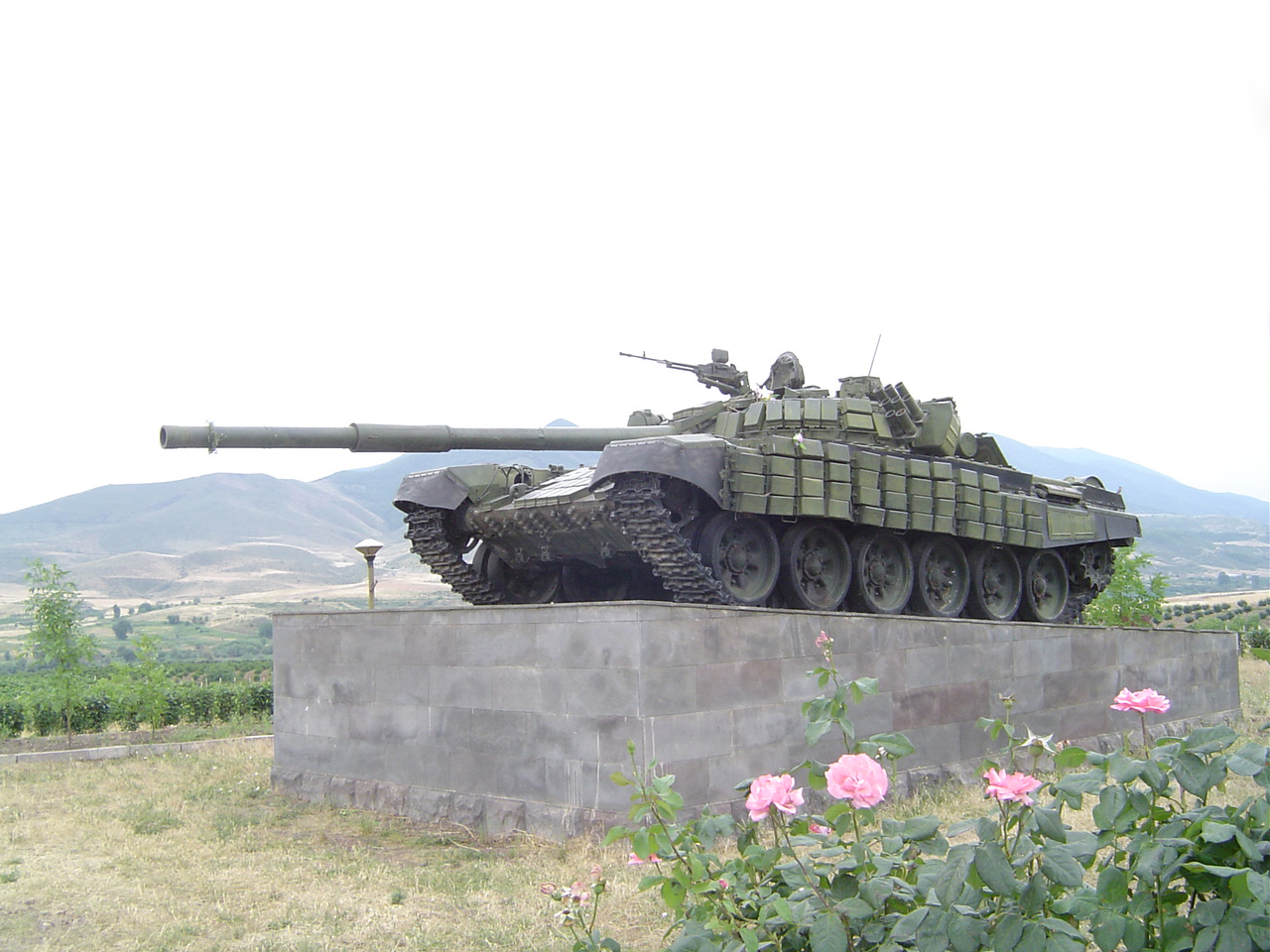
ナゴルノ・カラバフ戦争でアゼルバイジャン領に侵攻した戦車。ステパナケルト郊外に記念碑として残されている。

1985年に始まったソビエト連邦共産党書記長ミハイル・ゴルバチョフによる一連の改革政策では連邦の分権化が進められた。アルメニア共和国とナゴルノ・カラバフにまたがって暮らしていたアルメニア人は、ゴルバチョフの改革を両地域の統一の好機と捉えていた。1988年2月20日、数万人のアルメニア人がステパナケルトのレーニン広場に集結し、ナゴルノ・カラバフのアルメニアへの編入を求めた。同じ日に、ナゴルノ・カラバフ最高ソビエトは、同地域のアルメニア共和国への編入を採択し、アゼルバイジャン共和国の当局と真っ向から対立した。その後ステパナケルトに住むアルメニア人とアゼルバイジャン人の関係は悪化し、ほぼ全てのアゼルバイジャン人が町を去ることを余儀なくされた。
アゼルバイジャンが1991年にソビエト連邦からの独立を宣言すると、アゼルバイジャン政府は反共主義・アゼルバイジャン化運動に基づいて、ステパナケルトの名前を古称のハンケンディへと戻した。ナゴルノ・カラバフ地域をめぐって戦争が勃発し、その結果として同地域はアルメニアの支配下となり、同地域とアルメニアを結ぶ回廊が確立された。戦争前、ステパナケルトはナゴルノ・カラバフ地域で最大の都市であり、18万9千人の地域住民（うちアルメニア人が75%）のうち、およそ7万人が居住していた。1992年初期には、町の人口は5万人にまで低下した。
戦争中、町はアゼルバイジャンの爆撃によって、特に1992年初期にアゼルバイジャンがシュシャの町を、ステパナケルトに対する多連装ロケット砲BM-21の砲撃拠点とした際に大きな損害を受けた。激しい損傷は絶え間ない砲撃によるものであり、1992年4月のタイム誌は「ステパナケルトで損害を免れた建物はほぼ皆無である。」と報じている。アゼルバイジャン軍は町に対する地上攻撃も何度か挙行したが、その度に失敗に終わっている。1992年5月9日、アルメニア軍のシュシャ占領（Capture of Shusha）によって砲撃は止んだ。しかし、その後も戦争中はたびたび砲撃を受けた。
1994年から非公式の停戦状態に入っていたが、2020年に起きたアゼルバイジャンとの紛争で、市街地が再び砲撃を受けることになった。赤十字国際委員会はこの砲撃でステパナケルトの市民も被害を受けたと警告した。

### アルツァフの降伏

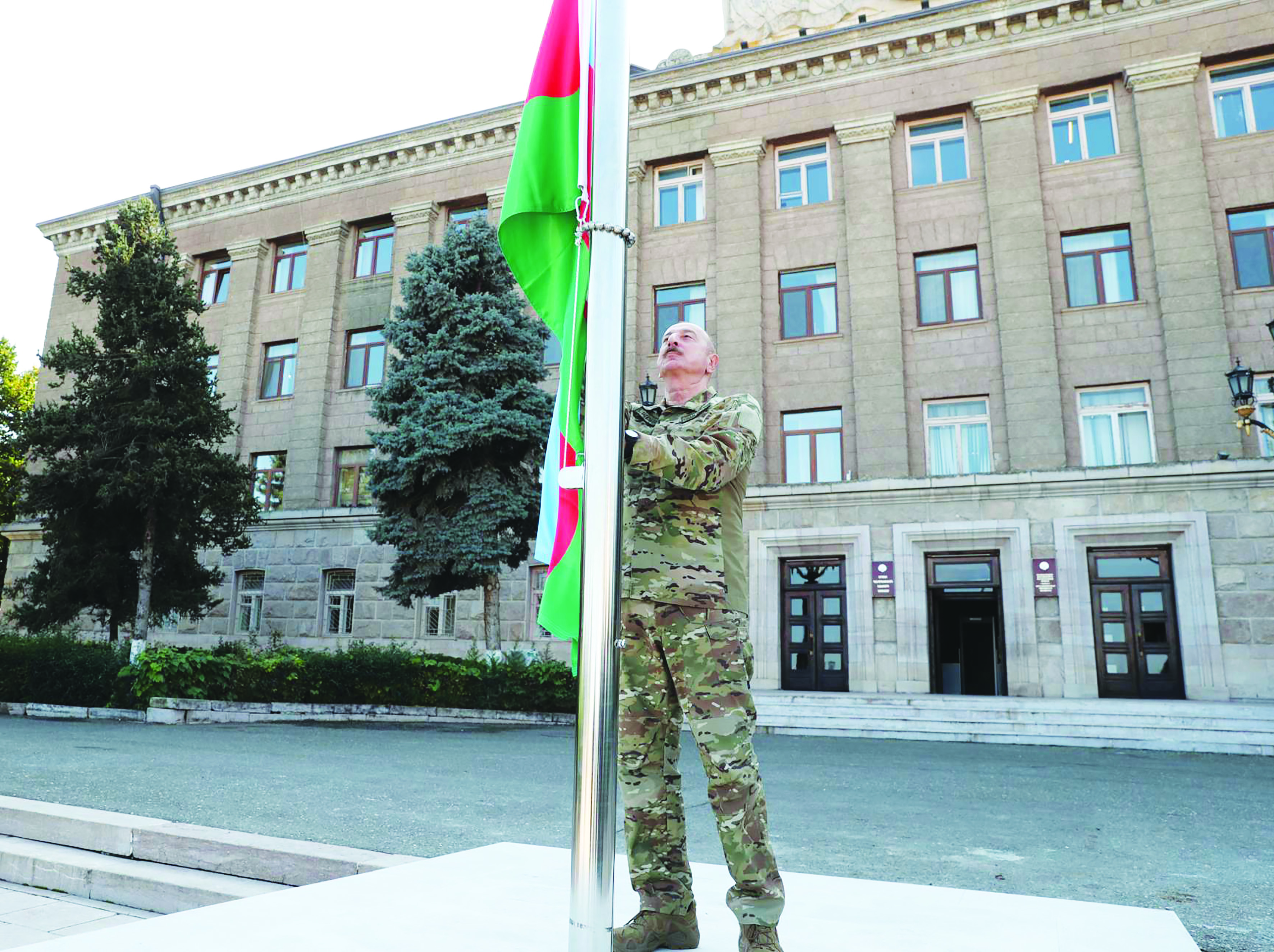
アゼルバイジャン国旗を掲げるイルハム・アリエフ大統領（2023年10月15日）

2023年ナゴルノ・カラバフ衝突で再び砲撃を受けた。9月20日にアルツァフ共和国は降伏し、アルメニア人住民の脱出が始まった。アルツァフ共和国内務省のステパナケルト警察はすべての武器を残して町を離れ、9月29日にアゼルバイジャン警察が公務を引き継いだ。10月1日、アゼルバイジャンによって医療サービスが再開した。アルツァフ大統領宮殿に設置されていたアルツァフの国章は撤去され、代わりにアゼルバイジャンの国章が取り付けられた。
10月15日、アゼルバイジャンのイルハム・アリエフ大統領が町を訪問し、旧アルツァフ大統領宮殿前にアゼルバイジャン国旗を掲げた後、演説を行った。16日、ハンケンディの司令官が任命された。アゼルバイジャン政府は急速な復興支援を行い、2024年9月より住民の再定住が開始された。他方、アルツァフ大学は「カラバフ大学」に改称され、アルツァフ議会議事堂やアルメニア人の墓などアルツァフ共和国やアルメニア人に関する建造物や史跡の取り壊しなど、アゼルバイジャン政府によるアルメニア人の文化遺産の破壊活動が報告されている。

## 経済
戦争前、ステパナケルトの経済の根幹は食料品加工、絹織り、ワイン製造などであった。町の経済は戦争によって大きく害され、その後アルメニア人ディアスポラの投資やその他の経済活動、ナゴルノ・カラバフへの観光などによって復興した。アルメニア人ディアスポラによって複数のホテルが開業しており、アルメニア系オーストラリア人のジャック・アボラキアン（Jack Abolakian）によって2000年に開業したナイリ・ホテルなどがある。

### 宗教的建造物
ソビエト連邦時代、ステパナケルトの住民の多くはキリスト教徒であったが、町には古くからの聖堂はなかった。信者たちは「文化の家」の中にある聖堂に参列した。町には18世紀に建てられた聖堂があったが、これは使用されていない。2006年9月15日、石造の聖ヤコブ聖堂基金が設立され、ロサンゼルスのヴァチェ・イェプレミアン（Vache Yepremian）が出資者となり、2007年5月9日にシュシャ占領の15周年を祝して聖ヤコブ聖堂が成聖された。
ステパナケルトにはアルツァフ国立博物館（Artsakh State Museum）が置かれている。

## 教育
ステパナケルトには5つの高等教育機関（アルツァフ国立大学と4つの私立大学）がある。アルツァフ国立大学は1969年にバクー教育研究所の下部に設置された。1973年にステパナケルト教育研究所に改称され、戦争終結後の1995年に現行名称となった。大学には7つの学部があり、4500人が教育を受けている。

## 気候

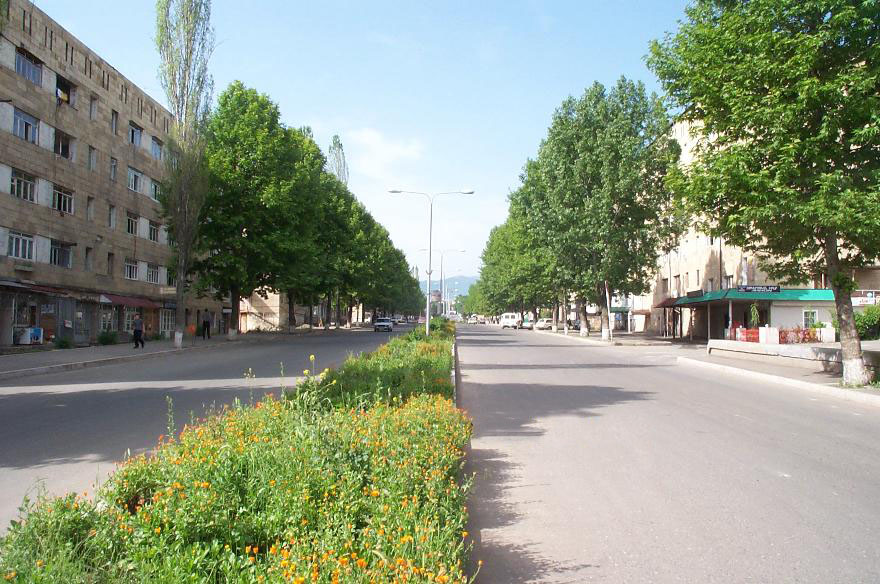
ステパナケルトの目抜き通り

気候は季節によって変動する。1月の平均気温は摂氏0.5度まで低下する一方、8月には22.6度に達する。降水量は比較的少なく、年間でおよそ560mmである。ケッペンの気候区分では温暖湿潤気候（Cfa）に属する。
| ステパナケルトの気候   | ステパナケルトの気候 | ステパナケルトの気候 | ステパナケルトの気候 | ステパナケルトの気候 | ステパナケルトの気候 | ステパナケルトの気候 | ステパナケルトの気候 | ステパナケルトの気候 | ステパナケルトの気候 | ステパナケルトの気候 | ステパナケルトの気候 | ステパナケルトの気候 | ステパナケルトの気候 |
| 月                     | 1月                  | 2月                  | 3月                  | 4月                  | 5月                  | 6月                  | 7月                  | 8月                  | 9月                  | 10月                 | 11月                 | 12月                 | 年                   |
| ---------------------- | -------------------- | -------------------- | -------------------- | -------------------- | -------------------- | -------------------- | -------------------- | -------------------- | -------------------- | -------------------- | -------------------- | -------------------- | -------------------- |
| 平均最高気温 °C （°F） | 4.7 (40.5)           | 5.2 (41.4)           | 9.0 (48.2)           | 16.1 (61)            | 19.5 (67.1)          | 24.5 (76.1)          | 28.1 (82.6)          | 27.1 (80.8)          | 23.2 (73.8)          | 16.4 (61.5)          | 11.4 (52.5)          | 7.3 (45.1)           | 16.04 (60.88)        |
| 日平均気温 °C （°F）   | 1.1 (34)             | 1.4 (34.5)           | 5.1 (41.2)           | 11.6 (52.9)          | 15.3 (59.5)          | 19.8 (67.6)          | 23.1 (73.6)          | 22.3 (72.1)          | 18.7 (65.7)          | 12.6 (54.7)          | 10.1 (50.2)          | 3.7 (38.7)           | 12.07 (53.73)        |
| 平均最低気温 °C （°F） | −2.6 (27.3)          | −2.5 (27.5)          | 1.1 (34)             | 7.0 (44.6)           | 11.0 (51.8)          | 15.1 (59.2)          | 18.4 (65.1)          | 17.4 (63.3)          | 14.2 (57.6)          | 8.7 (47.7)           | 4.0 (39.2)           | 0.1 (32.2)           | 7.66 (45.79)         |
| 降水量 mm （inch）     | 19 (0.75)            | 25 (0.98)            | 42 (1.65)            | 49 (1.93)            | 102 (4.02)           | 79 (3.11)            | 41 (1.61)            | 27 (1.06)            | 34 (1.34)            | 39 (1.54)            | 35 (1.38)            | 13 (0.51)            | 505 (19.88)          |
| 平均降水日数           | 6                    | 6                    | 10                   | 10                   | 14                   | 10                   | 4                    | 4                    | 6                    | 6                    | 5                    | 4                    | 85                   |
| 出典：NOAA             |                      |                      |                      |                      |                      |                      |                      |                      |                      |                      |                      |                      |                      |

## 人口動態
| 調査年                                           | アルメニア人 | アルメニア人 | アゼルバイジャン人 | アゼルバイジャン人 | その他 | その他 | 総人口 |
| 調査年                                           | 人数         | %            | 人数               | %                  | 人数   | %      | 総人口 |
| ------------------------------------------------ | ------------ | ------------ | ------------------ | ------------------ | ------ | ------ | ------ |
| 1897                                             | 628          | 42.0         | 442                | 29.6               | 425    | 28.4   | 1,495  |
| 1926                                             | 2,724        | 85.4         | 343                | 10.8               | 122    | 3.8    | 3,189  |
| 1939                                             | 9,079        | 86.8         | 672                | 6.4                | 708    | 6.8    | 10,459 |
| 1959                                             | 17,640       | 89.5         | 1,143              | 5.8                | 920    | 4.7    | 19,703 |
| 1970                                             | 26,684       | 88.1         | 2,762              | 9.1                | 847    | 2.8    | 30,293 |
| 1979                                             | 33,898       | 87.0         | 4,303              | 11.0               | 747    | 2.0    | 38,948 |
| ナゴルノ・カラバフ戦争：アゼルバイジャン人の脱出 |              |              |                    |                    |        |        |        |
| 2005                                             | 49,848       | 99.7         | 2                  | 0.0                | 136    | 0.3    | 49,986 |
| 2010                                             | 52,900       |              |                    |                    |        |        | 52,900 |
| 2015                                             | 55,309       |              |                    |                    |        |        | 55,309 |
| 2020                                             | 58,300       |              |                    |                    |        |        | 58,300 |
| 2020年ナゴルノ・カラバフ紛争                     |              |              |                    |                    |        |        |        |
| 2021                                             | 75,000       |              |                    |                    |        |        | 75,000 |
| 2023年ナゴルノ・カラバフ衝突                     |              |              |                    |                    |        |        |        |

## 姉妹都市
- モンテベロ - アメリカ合衆国カリフォルニア州
2005年9月25日、アメリカ合衆国・カリフォルニア州のモンテベロはステパナケルトと姉妹都市提携を結んだ。アメリカ合衆国駐在のアゼルバイジャン大使館はこれに抗議し、ハフィズ・パシャイェフ（Hafiz Pashayev）はこの決定をアゼルバイジャンとアルメニアの和平交渉を阻害するものだとする手紙を送った[35]。手紙はカリフォルニア州知事アーノルド・シュワルツェネッガーに送られたが、問題は地方レベルのものであり州の管轄ではないため、手紙はモンテベロ市長ビル・モリナーリ（Bill Molinari）に転送された。モリナーリはパシャイェフに対し、同市は姉妹都市提携に沿って計画を進めるつもりであることを伝えた[35]。
ステパナケルトとモンテベロとの関係は、ステパナケルトの経済インフラストラクチャーの復興、文化・教育的交流、貿易の促進、健康管理を主な柱とするものであった。アゼルバイジャンはこれに対して、ナゴルノ・カラバフ政府とアルメニアによるアゼルバイジャン侵攻を支持するものであり、アメリカ合衆国の外交方針と矛盾するとした[36]。

## 著名な出身者
- アンドレ - アルメニア人歌手
- ドン・アスカリアン - 映画監督
- ロベルト・コチャリャン - アルメニア共和国元大統領
- セルジ・サルキシャン - アルメニア共和国大統領
- ファフラッディン・マナホフ - アゼルバイジャン人俳優
- ゾリ・バラヤン - 作家